# Karabanowo
Karabanowo (russisch Карабаново) ist eine Stadt in der Oblast Wladimir (Russland) mit 14.868 Einwohnern (Stand 14. Oktober 2010).

## Geografie
Die Stadt liegt im Ostteil der Klin-Dmitrower Höhen etwa 130 km nordwestlich der Oblasthauptstadt Wladimir an der Seraja, einem Quellfluss der Scherna im Flusssystem der Wolga.
Karabanowo gehört zum Rajon Alexandrow. Alexandrow liegt etwa zehn Kilometer nördlich.

## Geschichte
Karabanowo entstand 1846 als Arbeitersiedlung im Zusammenhang mit der Errichtung einer Textilfärberei an Stelle eines 1630
erstmals erwähnten gleichnamigen Dorfes, benannt nach der örtlichen Gutsbesitzerfamilie Karabanow.
Am 26. September 1938 wurde das Stadtrecht verliehen.

### Bevölkerungsentwicklung
| Jahr | Einwohner |
| ---- | --------- |
| 1897 | 4.580     |
| 1939 | 16.069    |
| 1959 | 18.119    |
| 1970 | 18.532    |
| 1979 | 18.739    |
| 1989 | 17.456    |
| 2002 | 16.015    |
| 2010 | 14.868    |

Anmerkung: Volkszählungsdaten

## Wirtschaft und Infrastruktur
Wichtigstes Unternehmen der Stadt war bis vor einigen Jahren ein Werk für Baumwollstoffe, welches jedoch geschlossen wurde. Die Bevölkerung ist hauptsächlich in kleinen, hauptsächlich Handelsunternehmen sowie im nahen Alexandrow beschäftigt.
Die Stadt liegt an der Eisenbahnstrecke Alexandrow/Strunino–Orechowo-Sujewo, dem 1893 durchgehend eröffneten nordöstlichen Teil des Großen Moskauer Ringes.

## Söhne und Töchter der Stadt
- German Woronzow (1907–1993), Generaloberst[2]
- Alexei Lowtschew (* 1989), Gewichtheber